# Вудбрідж (Каліфорнія)
Вудбрідж (англ. Woodbridge) — переписна місцевість (CDP) в США, в окрузі Сан-Хоакін штату Каліфорнія. Населення — 4031 особа (2020).

## Географія
Вудбрідж розташований за координатами 38°10′11″ пн. ш. 121°18′39″ зх. д. / 38.16972° пн. ш. 121.31083° зх. д. (38.169605, -121.310964).  За даними Бюро перепису населення США в 2010 році переписна місцевість мала площу 8,08 км², з яких 7,80 км² — суходіл та 0,28 км² — водойми.

## Демографія
Згідно з переписом 2010 року, у переписній місцевості мешкали 3984 особи в 1430 домогосподарствах у складі 1137 родин. Густота населення становила 493 особи/км².  Було 1487 помешкань (184/км²).
Расовий склад населення:
| - 75,2 % — білих - 5,0 % — азіатів - 1,2 % — корінних американців - 0,4 % — чорних або афроамериканців - 0,2 % — вихідців з тихоокеанських островів - 14,6 % — осіб інших рас |

До двох чи більше рас належало 3,4 %. Частка іспаномовних становила 31,0 % від усіх жителів.
За віковим діапазоном населення розподілялося таким чином: 24,2 % — особи молодші 18 років, 61,9 % — особи у віці 18—64 років, 13,9 % — особи у віці 65 років та старші. Медіана віку мешканця становила 42,6 року. На 100 осіб жіночої статі у переписній місцевості припадало 97,2 чоловіків;  на 100 жінок у віці від 18 років та старших — 95,7 чоловіків також старших 18 років.
Середній дохід на одне домашнє господарство  становив 93 483 долари США (медіана — 77 000), а середній дохід на одну сім'ю — 107 635 доларів (медіана — 90 182). Медіана доходів становила 51 935 доларів для чоловіків та 45 341 долар для жінок. За межею бідності перебувало 9,3 % осіб, у тому числі 13,7 % дітей у віці до 18 років та 3,3 % осіб у віці 65 років та старших.
Цивільне працевлаштоване населення становило 1740 осіб. Основні галузі зайнятості: освіта, охорона здоров'я та соціальна допомога — 26,4 %, виробництво — 14,1 %, роздрібна торгівля — 12,3 %.